# Роберт Фиц-Хэмон
Роберт Фиц-Хэмон (англ. Robert Fitzhamon; ум. 1107) — нормандский рыцарь, один из первых англонормандских баронов, начавших завоевание Южного Уэльса, покоритель Гламоргана и основатель Кардиффа.

## Биография

### Происхождение
Происхождение Роберта Фиц-Хэмона до конца не установлено. Существуют сведения, что он был двоюродным или троюродным братом Вильгельма Завоевателя, однако в отношение его отца мнения специалистов по генеалогии расходятся: по одной версии, Роберт был сыном Хэмона (Хамона), графа Корбейля, потомка (вероятно, внука) Ричарда I, герцога Нормандии, по другой — отцом Роберта был Хамон Зубатый, нормандский барон из Бессена, один из лидеров восстания 1047 г. против тогда ещё юного Вильгельма Завоевателя, погибший в битве в долине Дюн. Последняя версия выглядит более предпочтительной, поскольку известно что владения Роберта Фиц-Хэмона в Нормандии — сеньории Крельи, Ториньи, Таон и Эвреси — располагались именно в Бессене, на территории современных департаментов Кальвадос и Манш. Возможно также, что Роберт был не сыном, а внуком Хамона Зубатого, в пользу чего свидетельствуют прямое указание на это у Вильяма Мальмсберийского и тот факт, что до конца 1080-х годов о нём практически нет никаких сведений. Матерью Роберта, согласно средневековым источникам, была Хависа (или Элизабет) д’Авой, вдова Гуго II, сына и наследника французского короля Роберта II Благочестивого.

### Лорд Глостера
До 1088 года о Роберте Фиц-Хэмоне нет никаких сведений. Он не участвовал в битве при Гастингсе, его земельные владения не упомянуты в Книге страшного суда 1086 года. Однако благодаря тому, что Роберт во время восстания английских баронов 1088 года против Вильгельма II Руфуса поддержал короля, ему были пожалованы обширные земли в Глостершире, включая собственно владение Глостер и феодальные права в отношении городов Глостер и Бристоль, а также земли в некоторых других графствах Англии. Возможно, некоторые из этих земель ранее принадлежали умершей королеве Матильде Фландрской, супруге Вильгельма Завоевателя. Передача Роберту земель в Глостершире вероятно была нацелена на укрепление сил сторонников короля в приграничных графствах, где доминировали бароны, поддерживавшие или напрямую участвовавшие в восстании 1088 года, и обеспечить контроль над дорогой на Лондон на случай будущих волнений.
Вскоре после своего появления в качестве крупного землевладельца на валлийской границе Роберт Фиц-Хэмон укрепил свои позиции женитьбой на Сибилле, дочери Роджера Монтгомери, графа Шрусбери, который управлял Шропширской маркой и контролировал подступы к Среднему Уэльсу. В южной части границы с Уэльсом после ликвидации графства Роджера Фиц-Вильяма в 1075 году не существовало единого управления, аналогичного Шропширской и Честерской маркам, и Роберт Фиц-Хэмон в качестве лорда Глостера являлся одним из нескольких наиболее влиятельных баронов региона.

### Завоевание Гламоргана
В 1091 году в юго-западном Уэльсе, входившим в состав валлийского королевства Дехейбарт, вспыхнуло восстание против короля Дехейбарта Рис ап Теудур. Во главе мятежа находился претендент на престол Грифид ап Маредид, а также Энеон и его родственник Маредид ап Кидифор. Однако в битве при Сент-Догмайлс мятежники были разбиты, а Грифид ап Маредид убит. Энеон бежал в Морганнуг, королевство занивашее территорию исторической области Гламорган в Южном Уэльсе, где нашёл убежище при дворе короля Морганнуга Иестина ап Гурганта. Последний открыл военные действия против Риса ап Теудура, а для поддержки своих операций против Дехейбарта обратился за помощью к Роберту Фиц-Хэмону, лорду Глостера. В 1093 году (по другим сведениям — в 1091 году) небольшой отряд нормандских рыцарей под командованием Роберта Фиц-Хэмона высадился в Гламоргане. Объединённая армия Иестина и Роберта атаковала и разорила Дивед. Решающая битва произошла у границы с Брихейниогом: в сражении при Брин-и-Бедау войска Дехейбарта были разгромлены, а сам Рис ап Теудур и двое его сыновей погибли. Однако вскоре после победы между Иестином и Робертом Фиц-Хэмон вспыхнул конфликт. Нормандцы начали грабить земли и города Гламоргана. В битве при Минед-Бихан, недалеко от современного Кардиффа, отряд Иестина был разбит, последний король Морганнуга пал на поле боя. Гламорган, по крайней мере его равнинная часть, оказался во власти Роберта Фиц-Хэмона.
Завоёванную территорию Роберт организовал по подобию английских графств. Не пытаясь завоевать горные части Гламоргана, он основал несколько крепостей на границе Гламорганской долины, важнейшей из которой стал Кардифф, будущая столица Уэльса. Валлийцы были почти полностью вытеснены из долины, на их место пришли скандинавские и английские колонисты, земля была разделена на участки, которые распределили между рыцарями, сопровождавшими Роберта в завоевании. Был также создан небольшой флот, охранявший побережье Гламоргана от возможных рейдов кельтских и скандинавских пиратов, и обеспечивающий связь региона с владениями Роберта в Глостершире, на другом берегу Северна. Местное население осталось преобладающим лишь в горных областях, там сохранилось валлийское право и традиции, а также власть местных вождей кланов, признающих верховную власть Роберта Фиц-Хэмона.
В 1094 году Уэльс охватило массовое восстание валлийцев против англонормандской власти. Недавно выстроенные замки были разрушены, нормандцы изгнаны с захваченных территорий. Лишь Гламорганская долина, Пембрукшир и Брекнокшир остались под властью нормандских баронов. Владение Роберта Фиц-Хэмона оказалось окружённым территориями враждебных валлийских князей, однако устояло перед напором восстания. Только в начале XII века началось постепенное отвоевание земель Южного Уэльса.

### Последние годы жизни
Существует версия, что в 1097—1100 годах Роберт Фиц-Хэмон участвовал в крестовом походе в Палестину в составе отряда нормандского герцога Роберта Куртгёза. Однако источники того времени не упоминают Роберта среди английских крестоносцев, а его отъезд из страны в условиях обострения ситуации в Южном Уэльсе представляется сомнительным. Известно также, что на момент смерти Вильгельма II в 1100 году Роберт находился в Англии и принимал участие в последней охоте короля, в то время, как Куртгёз вернулся в Нормандию из крестового похода значительно позже. В последовавшем после коронации Генриха I восстании английских баронов в 1101 году Роберт Фиц-Хэмон встал на сторону короля против мятежников и Роберта Куртгёза. Это позволило ему сохранить и укрепить свои позиции в Глостершире и Южном Уэльсе.
В 1105 году Роберт Фиц-Хэмон во главе отряда, набранного в его нормандских владениях, принял участие в операциях Генриха I в Нормандии. Войска Роберта атаковали Байё, в котором укрепились сторонники Куртгёза, однако потерпели неудачу, а сам Роберт был пленён. В ответ Байё был атакован королевской армией Генриха I. Последний добился освобождения Роберта, а после взятия города приказал его разграбить. Позднее Роберт Фиц-Хэмон сопровождал короля в его нападении на Кан и Фалез. При осаде Фалеза его тяжело ранили. Роберт был вынужден вернуться в Англию, где и скончался в марте 1107 года. Тело Роберта Фиц-Хэмона было захоронено в Тьюксберийском аббатстве, которое он восстановил в 1092 году и активно поддерживал на протяжении последних лет жизни.

## Брак и дети
Роберт Фиц-Хэмон был женат на Сибилле Монтгомери, младшей дочери Роджера де Монтгомери, 1-го графа Шрусбери. Роберт и Сибилла имели нескольких дочерей, старшая из которых, Мабель в 1114 году (по другим сведениям, в 1119 году) вышла замуж за Роберта (ум. в 1147 году), побочного сына короля Генриха I. После смерти Роберта Фиц-Хэмона его владения в Глостершире и Гламоргане некоторое время находились под опекой и управлением английского короля, а затем были переданы Роберту Глостерскому, супругу Мабель, который также получил титул 1-го графа Глостера.
О судьбе остальных дочерей Роберта Фиц-Хэмона известно мало. Одна из них (Изабелла или Хависа) вышла замуж за некого графа из Бретани, двое других вместе со своей матерью, видимо, ушли в монастырь. Правнучка Роберта Изабелла Глостерская в 1189 году стала женой английского короля Иоанна Безземельного.